# Operation Trojan Shield
Operation Trojan Shield (på svenska Operation Trojansk Sköld), kallad Operation Ironside i Australien och OTF Greenlight i Europa, var en internationell polisinsats som kulminerade den 7 juni 2021 när mer än 800 personer greps i 16 länder. Insatsen möjliggjordes genom att polismyndigheter hade distribuerat den krypterade meddelandeappen ANOM (även skriven AN0M eller ΛNØM). Insatsen leddes av amerikanska Federal Bureau of Investigation (FBI), Nederländska polisen, Svenska polisen samt även amerikanska Drug Enforcement Administration. Polismyndigheter i 16 ytterligare länder deltog senare att koordinera tillslag och utredning.

## Bakgrund
Operationen inleddes 2018 efter ett tillslag mot det kanadensiska företaget Phantom Secure som tillhandahöll krypterade meddelandetjänster. Mot löfte om sänkt straff lyckades FBI rekrytera en medhjälpare som utvecklade meddelandeappen ANOM och spred den bland kriminella. Inledningsvis fick appen ingen stor spridning, men efter att EncroChat och Sky Global hade stängts ned fanns en marknad för en ny tjänst och ANOM kunde spridas. Över 12 000 personer ska ha haft tillgång till ANOM innan appen stängdes ner.

## Tillslag och gripanden
Den 7 juni 2021 genomfördes ett stort antal koordinerade husrannsakningar och gripanden i 16 länder. Över 800 personer greps. Många av de gripna ska ha varit personer från den organiserade brottsligheten, såsom italienska maffian och kriminella mc-gäng. I Australien greps 224 personer, i Sverige 155 personer, i Finland knappt 100, i Tyskland mer än 70 personer och i Norge 8 personer.